# Smukke-Arne og Rosa
Smukke Arne og Rosa er en dansk film fra 1967, instrueret af Sven Methling og en fortsættelse til Fem mand og Rosa fra 1964.
Morten Grunwald, Judy Gringer, Emil Hass Chrisensen, Carl Ottosen og Gunnar Lemvigh spiller de samme roller som i den første film. Willy Rathnow, Arthur Jensen og Bendt Rothe spiller nye roller. Hvor Rathnow i den første film spillede en person med et problem, om hvilket hele omdrejningspunktet for filmen roterede, spiller han i denne film en gangster.

## Handling
En såret engelsk talende mand vakler ind i Københavns aktiebank og lejer en bankboks, og anbringer en medbragt mappe, han bliver skudt og inden han dør taber han bankboksnøglen i en kloak. Arne Herluf Jensen alias Smukke Arne, er i retten, hvor dommer Winther har en sag på ham, Smukke Arne stikker af fra de 2 kriminalbetjente som bevogter ham, imellem tiden har efterretningstjenesten fået et tip om, at den mappe i bankboksen indeholder 2 millioner illegale dollars og for at undgå diplomatiske forviklinger, kan de ikke indblandes. Dommer Winther anbefaler Smukke Arne, som værende manden der kan klare de paragrafer.

## Medvirkende
- Morten Grunwald som Arne Herluf Jensen - 'Smukke Arne'
- Judy Gringer som Rosa - Arnes kæreste
- Emil Hass Christensen som Dommer Vinter
- Poul Bundgaard som Filminstruktøren
- Carl Ottosen som Kriminaloverbetjent 1
- Gunnar Lemvigh som Kriminaloverbetjent 2
- Arthur Jensen som Judoeksperten "Smutti"
- Bendt Rothe som Bankdirektør Schäfer
- Pouel Kern som Bankkasserer Arnold Schmidt
- Willy Rathnov som Agent 001
- Jørgen Kiil som Agent 002
- Eik Koch som Efterretningschefen
- Hans Henrik Krause som Kriminalkommissæren
- Bjørn Puggaard-Müller som Atelierchefen
- Jørgen Teytaud som Cheffotograf
- Else Marie Hansen som Fru Jensen
- Baard Owe som En mystisk udlænding
- Caja Heimann som Fru Olsen
- Peter Kitter som Regisør
- Ole Wisborg som Betjent
- Jørgen Buckhøj som Junior - Judoekspert
- Susanne Jagd som Scriptgirl
- Holger Vistisen som overbetjent Karlsen
- Lotte Horne som Skuespillerinde
- Claus Nissen som Mand i efterretningstjenesten